# Île Matthew
L'île Matthew (à ne pas confondre avec l'île Mathieu) est une petite île inhabitée de l'océan  Pacifique Sud, située à 279 km au sud-sud-est d'Anatom, dans l'archipel du Vanuatu, et à 446 km à l'est de la Nouvelle-Calédonie.

## Géographie

Carte du Vanuatu et de la Nouvelle-Calédonie avec l'île Matthew au sud-est.

C'est une île volcanique, partie émergée d'un stratovolcan, s'étendant sur 70 hectares. Elle est en fait constituée par deux petites îles de formes coniques reliées entre elles par un isthme rocheux de 200 mètres de large environ. Sa partie occidentale est composée de laves et de scories, dominée par un sommet dentelé appelé « soufrière Ouest » et culminant à 177 mètres,. Sa partie orientale est constituée de basalte avec un « piton Est » de 142 mètres de haut.
L'île connait encore une activité volcanique et l'on estime que les deux tiers de sa superficie ont été formés au XXe siècle par des successions d'éruptions (datant de 1828(?), 1849(?), 1945(?), 1966(?) et 1976(?)). Des fumerolles sulfureuses et jaunâtres s'échappent régulièrement de cratères situés dans le Sud-Ouest de l'île. La configuration de l'île semble sujette à une évolution géologique puisque jusqu'à la Seconde Guerre mondiale, l'île n'était décrite qu'avec un seul sommet.

## Historique
La première mention de l'île faite par un Européen est due au capitaine britannique Thomas Gilbert, commandant le navire Charlotte (en), qui l'aborde le 27 mai 1788 et la nomme d'après le nom de son armateur.
Sa souveraineté entre Anglais et Français resta longtemps incertaine, du fait de l'indifférence pour cet îlot rocheux et aride. Il est possible que l'habitude de placer l'île Matthew sur les cartes de la Nouvelle-Calédonie et de ses dépendances ait rendu de facto l'îlot français.

### Controverse de souveraineté
La souveraineté de l'île Matthew, ainsi que celle de l'île Hunter (70 km plus à l'est), est aujourd'hui contestée à la France, qui la rattache à la Nouvelle-Calédonie, par le Vanuatu, qui la rattache à la province de Tafea. L'île étant inhabitée (et probablement inhabitable) le contentieux porte surtout sur la zone économique exclusive marine qui l'entoure avec sa voisine l'île Hunter.

## Flore et faune
La dernière mission scientifique d'envergure a été menée en mai 2013. Le recensement exhaustif des espèces a confirmé le caractère « jeune » de la colonisation de l'île par les plantes et les animaux – en raison de la jeunesse de l'île – ainsi que son mode hautement évolutif et toujours dynamique. 

### Flore
Dépourvue d'arbres ou d'arbustes, elle se compose d'environ une trentaine d'espèces différentes de végétaux, dont une quinzaine serait indigène, essentiellement présents dans la partie orientale de l'île, la moins soumise à l'activité volcanique. Les deux espèces les plus fréquentes sont les graminées Chloris sp. et Urochloa subquadripara qui tapissent l'île, ainsi que Cenchrus calyculatus, des fougères Nephrolepis brownii et Microsorum grossum.

### Faune
La faune est essentiellement aviaire, avec la présence des espèces marines : Sterne fuligineuse (Onychoprion fuscata), Noddi gris (Anous albivittus), Noddi brun (Anous stolidus), Puffin du Pacifique (Ardenna pacifica), Pétrel à ailes noires (Pterodroma nigripennis), Phaéton à brins rouges (Phaethon rubricauda), Fou masqué (Sula dactylatra), Fou brun (Sula leucogaster) ; mais également terrestres : Hirondelle du Pacifique (Hirundo tahitica), Aigrette à face blanche (Egretta novaehollandiae), Martin chasseur (Halcyoninae), Busard de Gould (Circus approximans), Pluvier fauve (Pluvialis fulva), Tournepierre (Arenaria interpres), Zostérops et Coucou gris (Cuculus canorus),,,,.
L'île Matthew est toujours considérée, en 2013, comme exempte de rongeurs (rat et souris).

## Activité humaine
L'accès par la mer est difficile et ne peut se faire que par temps calme au niveau de l'isthme central. La Marine nationale française – tout comme des missions scientifiques – visite l'île régulièrement, les accès à terre s'effectuant principalement par hélicoptère de l'armée de l'air de type Puma. En juin 2015, la frégate Vendémiaire a héliporté des soldats français pour réaffirmer sa souveraineté sur l'île.
Par ailleurs, Météo-France a installé une station automatique sur cette île en 1979, sous la référence 98818203 (WMO 91598).